# Theodor Friedrich Hornbostel
Theodor Friedrich von Hornbostel (29. října 1815 Vídeň – 2. června 1888 Vídeň) byl rakouský průmyslník a politik, během revolučního roku 1848 ministr obchodu Rakouského císařství, později krátce poslanec Říšského sněmu za Liberec.

## Biografie
Jeho otcem byl továrník Christian Georg Hornbostel. Theodora ovlivnil v dětství domácí učitel, potom vystudoval vídeňskou polytechniku, kde se zabýval převážně mechanikou. Pak nastoupil do rodinné firmy, kterou roku 1841 po smrti otce převzal spolu s bratrem Ottou, který ji později po Theodorově odchodu řídil sám. Už před rokem 1848 byl aktivní ve veřejném životě. Byl členem dvorní komise pro přípravu průmyslové výstavy ve Vídni roku 1845. V roce 1847 se podílel na založení Všeobecného podpůrného spolku.
Během revolučního roku 1848 se zapojil do veřejného dění. Byl zvolen do celoněmeckého Frankfurtského parlamentu, ale mandát nepřijal. Od 18. července do 10. října 1848 zastával post ministra obchodu Rakouského císařství ve vládě Johanna von Wessenberga. Zároveň byl krátce od 23. září do 10. října 1848 od do ministrem veřejných prací Rakouského císařství v téže vládě. Jeho vstup do kabinetu byl součástí snahy Antona Doblhoffa začlenit do vlády i představitele liberálních kruhů. Coby ministr se zasadil o přijetí provizorní právní úpravy fungování obchodních komor. Z vlády odešel po vídeňském říjnovém povstání roku 1848.
V doplňovacích volbách roku 1849 byl zvolen na ústavodárný Říšský sněm. Zastupoval volební obvod Liberec-město. Profesně se uvádí jako továrník s hedvábím.
Po rozupuštění sněmu se věnoval podnikání a v letech 1848–1852 byl prezidentem dolnorakouského živnostenského spolku. V letech 1849–1851 byl prezidentem obchodní a živnostenské komory ve Vídni. V roce 1849 ho ministerstvo obchodu jmenovalo komisařem pro světovou výstavu v Paříži. Po založení banky Creditanstalt se roku 1855 stal jejím správním radou, roku 1856 ředitelem a roku 1861 hlavním ředitelem tohoto finančního ústavu. V roce 1886 se stal prezidentem správní rady. V hospodářské oblasti prosazoval liberalismus, provedl banku těžkým obdobím krize v 70. letech.
V roce 1860 byl povýšen do šlechtického stavu, když získal Řád železné koruny.
V roce 1843 se oženil s Helenou Wincklerovou (1815–1889), rakouskou bojovnicí za práva žen.